# Zoysia
Zoysia és un gènere de plantes de la subfamília de les cloridòidies, família de les poàcies, ordre de les poals, subclasse de les commelínides, classe de les liliòpsides, divisió dels magnoliofitins.
La seva distribució és per gran part d'Àsia i Austràlia, així com per diverses illes del Pacífic. Es troben a les zones costaneres o prats. És una opció popular per a carrers i zones de sortida als camps de golf. El gènere rep el nom del botànic eslovè Karl von Zois (1756–1799).

## Taxonomia
- Zoysia aristata Müll. Hal.
- Zoysia brownii Müll. Stuttg.
- Zoysia griffithiana Müll. Hal.
- Zoysia hondana Ohwi
- Zoysia iodostachys Gand.
- Zoysia japonica Steud.
  - Zoysia japonica var. japonica
  - Zoysia japonica var. pallida Nakai ex Honda
- Zoysia koreana Mez
- Zoysia liukiuensis Honda
- Zoysia macrantha Desv.
- Zoysia macrostachya Franch. & Sav.
- Zoysia malaccensis Gand.
- Zoysia matrella (L.) Merr.
  - Zoysia matrella var. macrantha Nakai ex Honda
    - Zoysia matrella subsp. matrella

  - Zoysia matrella var. matrella
  - Zoysia matrella var. pacifica Goudswaard
    - Zoysia matrella subsp. tenuifolia (Willd. ex Thiele) T. Koyama

  - Zoysia matrella var. tenuifolia (Willd. ex Thiele) Sasaki
- Zoysia mínima (Colenso) Zotov
- Zoysia pacifica (Goudswaard) M. Hotta & Kuroki
- Zoysia pauciflora Mez
- Zoysia planifolia Zotov
- Zoysia pungens Willd.
  - Zoysia pungens var. japonica (Steud.) Hack.
  - Zoysia pungens var. pungens
- Zoysia sedoides Müll. Stuttg.
- Zoysia serrulata Mez
- Zoysia seslerioides (Bal.) Clayton & F.R. Richardson
- Zoysia sinica Hance
  - Zoysia sinica var. macrantha (Nakai ex Honda) Ohwi
    - Zoysia sinica subsp. nipponica (Ohwi) T. Koyama

  - Zoysia sinica var. nipponica Ohwi
  - Zoysia sinica var. robusta Honda
    - Zoysia sinica subsp. sinica

  - Zoysia sinica var. sínica
- Zoysia tenuifolia Willd. ex Thiele
- Cyclostachya stolonifera|C. stolonifera (Scribn.) Reeder & C. Reeder